# BR Partners
BR Partners é um banco de investimentos independente brasileiro fundado em 2009. Oferece assessoria financeira para operações de fusões e aquisições ("M&A"), gestão de recursos, entre outros serviços relacionados ao mercado financeiro.
Possui sede na cidade de São Paulo, com escritório localizado na Av. Brigadeiro Faria Lima.

## História
O Grupo BR Partners foi fundado em 2009 por Ricardo Lacerda, executivo que já foi responsável pelas operações do Goldman Sachs no país e ex-head da área de Investment Banking, o banco de investimento do Citibank no Brasil. O capital da empresa é constituído na forma de uma partnership, onde executivos e parte dos funcionários são sócios. Outra parte do capital é de Fundos de Investimentos em Participações (“FIPs”). Esses cotistas são de onze famílias de empresários brasileiros de diversos ramos de atividade.
Em janeiro de 2012, o Grupo BR Partners deu início a sua atuação como instituição financeira, ao adquirir os direitos sobre a licença do banco Porto Seguro. Após incorporar um banco ao seu grupo econômico, passou a atuar em ofertas de títulos e valores mobiliários, ações e operações estruturadas.
Em 2013, incluiu no portfólio o departamento de Mercado de Capitais, dedicado a originação, estruturação e distribuição de dívida (certificados de recebíveis imobiliários e do agronegócio, fundos de investimentos em direitos creditórios e fundos imobiliários e debêntures). Também nesse período, o BR Partners Banco desenvolveu sua área de “Sales & Trading”, dedicada a produtos estruturados de tesouraria, com o objetivo de disponibilizar a seus clientes operações de proteção cambial, de taxa de juros ou de commodities.
Em 2014, com o início da recessão econômica no Brasil, passou a atuar na área de reestruturação de dívidas de empresas.
Em 2016, o BR Partners foi eleito pela revista Euromoney como o melhor banco de assessoria financeira da América Latina.
O Banco assumiu a liderança na originação e distribuição de Certificados de Recebíveis Imobiliários (CRI) em 2018, com R$ 1,3 bilhão, conforme o ranking da Associação Brasileira das Entidades dos Mercados Financeiro e de Capitais (ANBIMA), após realizar um investimento em uma área focada na estruturação e oferta de produtos relacionados ao crédito imobiliário.
O Grupo BR Partners registrou em 2019 lucro líquido de R$ 76,5 milhões, com crescimento de 53% em relação ao ano anterior e um retorno sobre o patrimônio líquido de 28%. A receita total atingiu R$ 228,0 milhões, crescimento de 68% em relação ao ano anterior. Também em 2019, quando completou 10 anos, assumiu a liderança no mercado de M&A. O Grupo BR Partners apareceu na primeira colocação dos rankings divulgados pela Bloomberg, Thomson Reuters, Mergermarket, Dealogic e ANBIMA. Foram 24 operações de M&A com valor consolidado superior a US$ 21 bilhões.
Em 2020, teve lucro líquido de R$ 89 milhões, com crescimento de 16% em relação ao ano anterior e um retorno sobre o patrimônio líquido de 30%. A receita total atingiu R$ 222 milhões, crescimento de 36% em relação ao ano anterior. Também em 2020, manteve a liderança no mercado de M&A e na emissão de CRIs. O Grupo BR Partners apareceu na primeira colocação dos rankings divulgados pela Bloomberg, Mergermarket e ANBIMA. Foram 34 operações de M&A com valor consolidado superior a R$ 100 bilhões e, 30 operações de emissões de dívida superiores a R$ 4,9 bilhões.
Em junho de 2021, o BR Partners abriu seu capital, se tornando o segundo banco de investimento 'pure play' listado na bolsa brasileira. O banco está sendo avaliado em R$ 1,7 bilhão e levantou R$ 400 milhões numa oferta 100% primária. Os recursos serão usados para expandir seu balanço em operações de mercados de capitais e produtos estruturados de tesouraria para clientes.

## Premiações recebidas
- 1º lugar no Ranking de Fusões e Aquisições (2020 - Bloomberg e Mergermarket).[23]
- Eleito melhor Banco de Assessoria Financeira da América Latina (2020 - Euromoney Award Excellence).[24]
- 1º lugar no Ranking 2020 de Emissão de Certificado de Recebíveis Imobiliários da ANBIMA.[25]
- 1º lugar no Ranking de Fusões e Aquisições (2019 - Anbima, Bloomberg, Dealogic, Mergemarket e Thomson Reuters).[26][27]
- Eleito Melhor Banco de Assessoria Financeira da América Latina (2016 - Euromoney Award Excellence).[28]
- 1º lugar no Ranking 2019 de Emissão de Certificado de Recebíveis Imobiliários da ANBIMA.[29]
- 2º lugar no Ranking 2018 de Emissão de Certificado de Recebíveis Imobiliários da ANBIMA.[30][31]
- 3º lugar no Ranking 2017 de Emissão de Certificado de Recebíveis Imobiliários da ANBIMA